# Provinz Tabuk
Tabuk, auch Tabouk (arabisch تبوك, DMG Tabūk), ist eine Provinz im Norden von Saudi-Arabien. Die am Roten Meer gelegene, 146.072 km² große Provinz wird von ca. 886.000 Menschen bewohnt. Die Hauptstadt ist Tabuk. An der Küste der Provinz entsteht die Planstadt Neom.
Die Geschichte der Region lässt sich bis zu 3500 Jahre zurückverfolgen. Noch heute finden sich Überreste der biblischen Städte Dadan und Maidan. Angeblich sollen die Bewohner von Ham, einem Sohn Noachs, abstammen.
In der Provinz werden Blumen produziert, die auch nach Europa exportiert werden.

## Gouverneure
| Namen                             | Zeitraum  | ernannt von  |
| --------------------------------- | --------- | ------------ |
| Abdul Majid bin Abdulaziz Al Saud | 1980–86   | König Khalid |
| Mamdouh bin Abdulaziz Al Saud     | 1986–1987 | König Fahd   |
| Fahd bin Sultan Al Saud           | seit 1987 | König Fahd   |